# Dietrich Monstadt
Dietrich Monstadt (* 15. September 1957 in Bochum) ist ein deutscher Politiker der Christlich Demokratischen Union Deutschlands (CDU). Er war von 2009 bis 2025 Mitglied des Deutschen Bundestages.

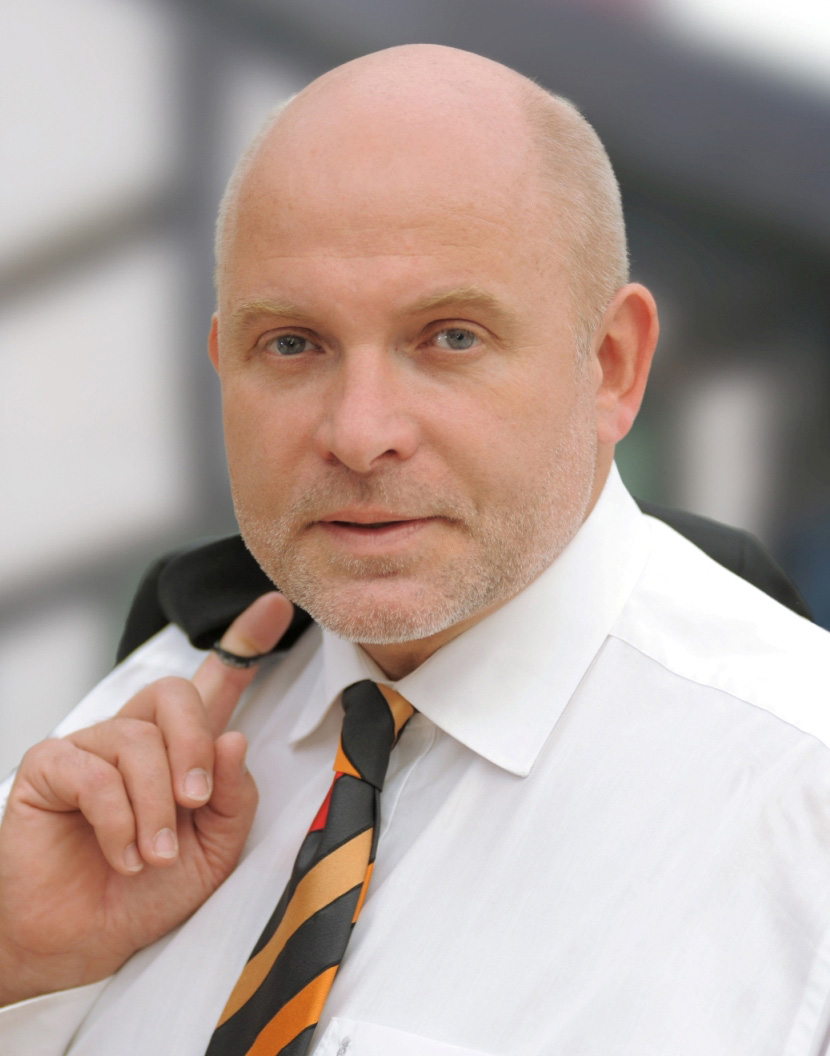
Dietrich Monstadt (2010)

## Werdegang
Dietrich Monstadt wurde in Bochum geboren. Nach dem Abitur leistete er seinen Wehrdienst ab. Danach studierte er Rechtswissenschaften und Betriebswirtschaftslehre an der Ruhr-Universität Bochum. Er bestand die erste juristische Staatsprüfung beim Oberlandesgericht Hamm und das zweite Staatsexamen in Düsseldorf. Während des Referendariates war er in einer Rechtsanwaltskanzlei in Bochum tätig und wurde dort nach dem Referendariat Anwalt. Ab 1991 begründete er die Niederlassung der Kanzlei in Schwerin.

### Politische Karriere
1996 trat Monstadt in die CDU ein.
2009 gewann er bei der Bundestagswahl das Direktmandat im Bundestagswahlkreis Schwerin – Ludwigslust und wurde Mitglied des Deutschen Bundestages. Bei der Bundestagswahl 2013 und Bundestagswahl 2017 konnte er sein Direktmandat im Bundestagswahlkreis Schwerin – Ludwigslust-Parchim I – Nordwestmecklenburg I erfolgreich verteidigen. Bei der Bundestagswahl 2021 verlor er den Wahlkreis und wurde über die Landesliste wieder in den Bundestag gewählt.
Seit seiner ersten Wahl in den Deutschen Bundestag war er ordentliches Mitglied im Ausschuss für Gesundheit sowie seit Anfang 2014 auch im Ausschuss für Recht und Verbraucherschutz. Zudem war er seit dem 19. Deutschen Bundestag stellvertretendes Mitglied im Ausschuss für Ernährung und Landwirtschaft. Für die Arbeitsgruppe Gesundheit der CDU/CSU-Bundestagsfraktion war er Berichterstatter für Adipositas und Diabetes, Medizinprodukte und Zahnärzte.
Neben seiner Mitgliedschaft im Landesvorstand der CDU Mecklenburg-Vorpommern war Monstadt seit 2009 auch Landesvorsitzender der Mittelstands- und Wirtschaftsvereinigung der CDU/CSU Mecklenburg-Vorpommern. Im März 2022 wurde er nicht erneut zum Schatzmeister der CDU Mecklenburg-Vorpommern gewählt, er erhielt nur 45 Prozent ohne Gegenkandidaten.
Bei der Bundestagswahl 2025 verfehlte er den Wiedereinzug in den Deutschen Bundestag.

### Familie
Dietrich Monstadt ist verheiratet, hat vier Kinder und ist evangelisch-lutherischen Glaubens.

## Mitgliedschaften
- Landesvorsitzender MIT MV
- Mitglied des Landesvorstandes EAK der CDU MV
- 2001–2012 Vorsitzender des Fördervereins Gymnasium Fridericianum
- Die Platte lebt e.V.
- Freiwillige Feuerwehr
- Verband der Reservisten der Deutschen Bundeswehr
- Gadebuscher Schützenzunft von 1583 e.V.